# Richard Demén-Willaume
Richard Åke Demén-Willaume, född 28 januari 1986 i Ölmevalla församling i Hallands län, är en svensk ishockeyspelare som spelar för Malmö Redhawks. 
Demén-Willaume har tidigare spelat för Frölunda HC, Arizona Sundogs och Rögle BK.
Han var spelaren som gjorde det avgörande målet i tom bur när Rögle BK besegrade Mora IK i den sista kvalserieomgången våren 2008 och säkrade Rögles elitserieavancemang. 
I en kvalserie match i Lindab Arena säsongen 2008/2009 skadade Richard sitt korsband och fick gå av planen. Hans rehabilitering tog nästan ett helt år och strax efter sin comeback lämnade han Rögle för allsvenska Malmö.
Han blev draftad av Colorado Avalanche. Han gick på ishockeygymnasium i USA, där han senare fick en skada.